# Élections législatives iraniennes de 2020
Les élections législatives iraniennes de 2020 ont lieu les 21 février et 11 septembre 2020 afin de renouveler pour quatre ans les membres du Madjles, le parlement iranien. 
Les élections se tiennent dans le contexte d'une crise économique et d'une montée de la remise en cause des autorités, qui les amènent à resserrer leur contrôle sur le processus électoral en excluant la quasi-totalité des candidats partisans d'une réforme des institutions. L'enjeu du scrutin se déplace par conséquent en partie sur la mesure du taux de participation, l'opposition appelant au boycott des législatives. Initialement prévus  pour le 17 avril, le second tour des élections est reporté à septembre en raison de la pandémie de Covid-19 qui touche alors durement le pays.
Les divers mouvements « principlistes » (droite conservatrice) obtiennent sans surprise une large victoire dès le premier tour. Le taux de participation, qui n'atteint que 42,57 %, est toutefois le plus bas dans l'histoire de la république islamique.

## Contexte

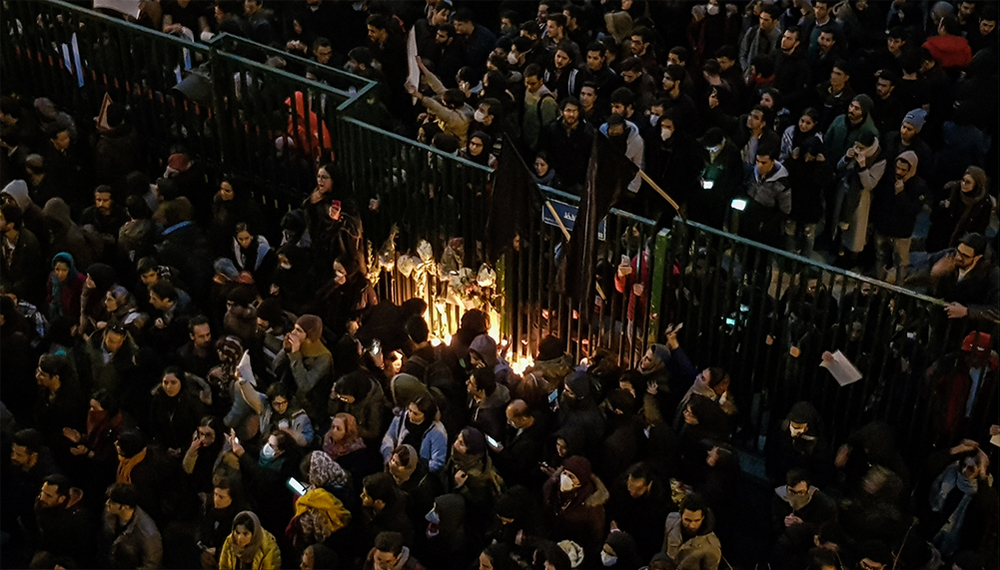
Manifestations iraniennes en 2019.

Le scrutin est organisé quelques mois à peine après le début d'importantes manifestations anti gouvernementales à la suite d'une augmentation du prix de l'essence. Ce mouvement intervient dans un contexte de crise économique, le pays subissant une importante récession, tandis que de vastes manifestations ont également lieu dans des pays voisins, en l'occurrence en Irak et au Liban. Après une répression violente causant au moins trois cent morts et un arrêt momentané du mouvement, les mensonges des autorités iraniennes au sujet du crash du vol Ukraine International Airlines 752 déclenchent une nouvelle vague de manifestations anti-régime.
Face à ce mouvement de contestation, les ultra-conservateurs procèdent à des invalidations massives des candidatures de candidats réformistes par le biais du Conseil des gardiens de la Constitution. Ce dernier est chargé de la validation des candidatures selon plusieurs critères prédéfinis dont la loyauté à la constitution de la république islamique et la « bonne réputation » des candidats. Dominé par les ultra-conservateurs, le conseil possède en pratique toute liberté pour exclure les candidats jugés trop proches des courants réformistes, ce à quoi il se livre abondamment à chaque élection. La situation politique du pays l'amène en 2020 à effectuer un filtrage encore plus drastique qu'à son habitude, provoquant une vive polémique. Le conseil invalide ainsi des milliers de candidatures, dont celles de 92 députés sortants, qui avaient pourtant été validés avant leur élection lors du précédent scrutin. Sur un total de 14 444 candidats, 7 296 sont disqualifiés, soit 50,5 %, dont la quasi-totalité des réformistes.

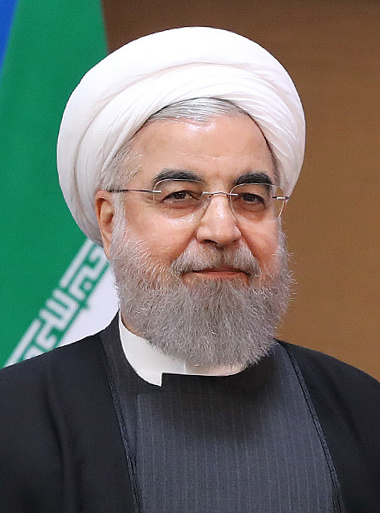
Le président Hassan Rohani.

La polémique oppose rapidement non seulement le Conseil des Gardiens au gouvernement du président Hassan Rohani, mais également ce dernier aux réformateurs. Conservateur modéré, soutenu au Majlis par une coalition de modérés et de réformateurs, Rohani critique les atteintes à la démocratie causées par le Conseil, exige une ouverture politique et appelle la population à se rendre massivement aux urnes, tandis que l'opposition réformatrice - confrontée à l'élimination de l'ensemble de ses candidats - appelle au contraire au boycott des élections et au renversement du régime par la rue. Rohani considère pour sa part qu'une faible participation ne ferait que profiter comme par le passé aux conservateurs et ultra conservateurs. 
Désillusionnée par l'impossibilité d'une représentativité et les conséquences sur son quotidien de la crise économique causée par les sanctions américaines, une grande partie de la population est jugée susceptible de refuser de participer au scrutin. Le peu d'incidence d'une victoire des modérés et réformistes en 2016 amène par ailleurs la population à juger le choix de son parlement inutile. L'abstention devient ainsi l'un des principaux sujet de la campagne, forçant Rohani à se prononcer sur l'éventualité de sa démission avant la fin de son dernier mandat en 2021 ; qu'il réfute, jugeant qu'elle n'aurait « pas beaucoup de sens ». Le porte parole du Conseil des Gardiens, Abbas-Ali Kadkhodaei, annonce quant à lui « Notre responsabilité est de garantir le bon déroulement des élections. La participation massive ne nous concerne pas. ».

## Système électoral

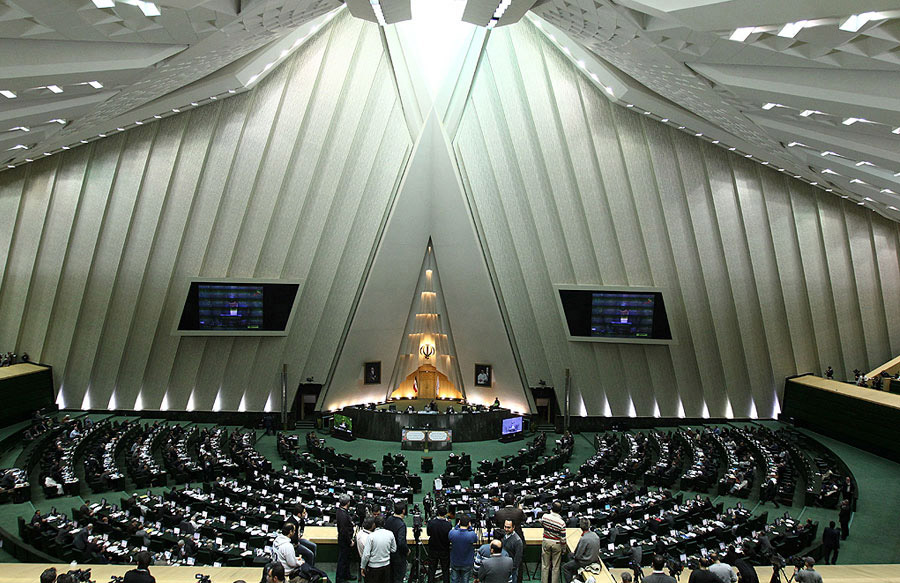
Salle de réunion du Madjles

Les 290 députés du Madjles sont élus pour quatre ans au suffrage universel direct. Cinq sièges réservés ont vocation à représenter les minorités confessionnelles reconnues : zoroastriens, juifs,  chrétiens chaldéens et arméniens (un siège pour les arméniens du nord du pays, et un pour ceux du sud).
Les 285 députés restants sont élus au scrutin majoritaire à deux tours dans 207 circonscriptions uninominales ou plurinominales en fonction de leur population. Dans les circonscriptions uninominales, est élu le candidat arrivé en tête s'il passe le seuil électoral de 25 % des suffrages exprimés. À défaut, un second tour est organisé entre les deux candidats arrivés en tête, et celui obtenant le plus de voix est déclaré élu. 
Dans les circonscriptions plurinominales, les électeurs votent pour autant de candidats qu'il y a de sièges à pourvoir, et ceux arrivés en tête sont élus s'ils rassemblent également plus de 25 % des suffrages. Dans le cas contraire, un second tour est organisé où seuls peuvent participer les candidats arrivés en tête au premier dans la limite du double du nombre de sièges a pourvoir, et ceux obtenant le plus de voix sont élus. S'il n'y a pas assez de candidats pour organiser un second tour avec ce ratio candidats/sièges de deux pour un, le premier tour est considéré valide et les candidats arrivés en tête sont élus.

## Forces en présence
| Courants              | Courants      | Partis ou alliances                                           | Partis ou alliances                        |
| --------------------- | ------------- | ------------------------------------------------------------- | ------------------------------------------ |
|                       | Conservateurs |                                                               | Coalition du peuple                        |
|                       | Conservateurs | Campagne pour la poursuite de la justice au Parlement         |                                            |
| Ultra-conservateurs : | Conservateurs |                                                               |                                            |
|                       | Conservateurs | Conseil de la coalition des forces de la révolution islamique |                                            |
|                       | Conservateurs | Front pour la stabilité de la révolution islamique            |                                            |
|                       | Réformateurs  |                                                               | Parti de la modération et du développement |
|                       | Réformateurs  | Amis d'Ashemi                                                 |                                            |
|                       | Réformateurs  | Coalition des huit partis réformistes                         |                                            |

## Résultats
| Parti ou alliance         | Parti ou alliance                                             | Premier tour          | Premier tour          | Premier tour          | Second tour           | Second tour           | Second tour           | Total sièges |  |
| Parti ou alliance         | Parti ou alliance                                             | Voix                  | %                     | Sièges                | Voix                  | %                     | Sièges                | Total sièges |  |
| ------------------------- | ------------------------------------------------------------- | --------------------- | --------------------- | --------------------- | --------------------- | --------------------- | --------------------- | ------------ |  |
|                           | Front pour la stabilité de la révolution islamique            |                       |                       | 93                    |                       |                       | 1                     | 94           |  |
|                           | Conseil de la coalition des forces de la révolution islamique |                       |                       | 83                    |                       |                       | 4                     | 87           |  |
|                           | Parti de la modération et du développement                    |                       |                       | 35                    |                       |                       | 1                     | 36           |  |
|                           | Coalition du peuple                                           |                       |                       | 30                    |                       |                       | 0                     | 30           |  |
|                           | Amis d'Ashemi                                                 |                       |                       | 7                     |                       |                       | 0                     | 7            |  |
|                           | Coalition des huit partis réformistes                         |                       |                       | 1                     |                       |                       | 0                     | 1            |  |
|                           | Campagne pour la poursuite de la justice au Parlement         |                       |                       | 1                     |                       |                       | 0                     | 1            |  |
|                           | Indépendants                                                  |                       |                       | 29                    |                       |                       | 4                     | 33           |  |
|                           | Minorités religieuses                                         | Minorités religieuses | Minorités religieuses | Minorités religieuses | Minorités religieuses | Minorités religieuses | Minorités religieuses | 5            |  |
| Siège non pourvus         | Siège non pourvus                                             | Siège non pourvus     | Siège non pourvus     | Siège non pourvus     | Siège non pourvus     | Siège non pourvus     | 1                     | 1            |  |
|                           |                                                               |                       |                       |                       |                       |                       |                       |              |  |
| Suffrages exprimés        |                                                               |                       |                       |                       |                       |                       |                       |              |  |
| Votes blancs et invalides |                                                               |                       |                       |                       |                       |                       |                       |              |  |
| Total                     | Total                                                         | 24 512 404            | 100                   | 279                   |                       | 100                   | 10                    | 290          |  |
| Abstentions               | Abstentions                                                   | 33 405 755            | 57,68                 |                       |                       |                       |                       |              |  |
| Inscrits / participation  | Inscrits / participation                                      | 57 918 159            | 42,32                 |                       |                       |                       |                       |              |  |

## Analyses et conséquences

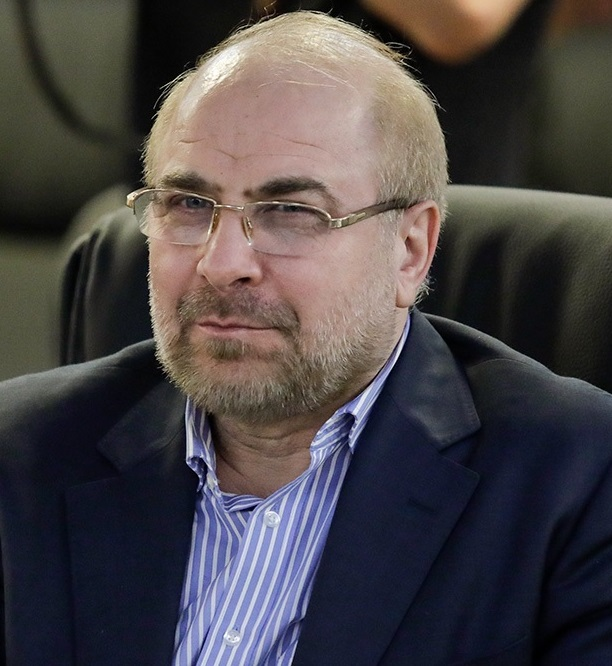
Mohammad Ghalibaf

Le 23 février, le ministre de l'Intérieur, Abdolreza Rahmani Fazli (en) annonce un taux de participation de 42,57 %, soit son plus bas niveau depuis les élections législatives de 1971. La participation est notamment très faible dans les villes, dont l'électorat est traditionnellement réformiste. Dans la capitale Téhéran, celle-ci n'atteint ainsi que 25 % des inscrits. Le jour de l'annonce des résultats du premier tour, le guide suprême Khamenei, affirme que ce taux d'abstention est due à « la propagande négative » autour de l’épidémie de coronavirus qui s'est étendue à l'Iran depuis le 19 février. Le scrutin voit la victoire des partis conservateurs, qui totalisent 195 sièges au premier tour, contre 18 aux réformateurs, et 40 à des candidats indépendants . Dans le reste des circonscriptions, un second tour est organisé le 17 avril.
L'élection de Mohammad Ghalibaf à la présidence du parlement, jugée très probable, intervient le 28 mai 2020. Ancien maire conservateur de Téhéran et candidat malheureux à deux reprises à des élections présidentielles, Ghalibaf est perçu comme pouvant mettre à profit cette victoire pour une nouvelle candidature à la présidence en 2021.